# Der Tagesspiegel
Der Tagesspiegel is een in 1945 opgericht Berlijns dagblad dat van maandag tot zondag verschijnt, in een oplage van ruim 100.000 exemplaren. Daarmee is Der Tagesspiegel de Berlijnse abonnementenkrant met de op twee na hoogste oplage (na Berliner Zeitung en Berliner Morgenpost). Het motto van de krant is rerum cognoscere causas (de oorzaken kennen).

## Geschiedenis

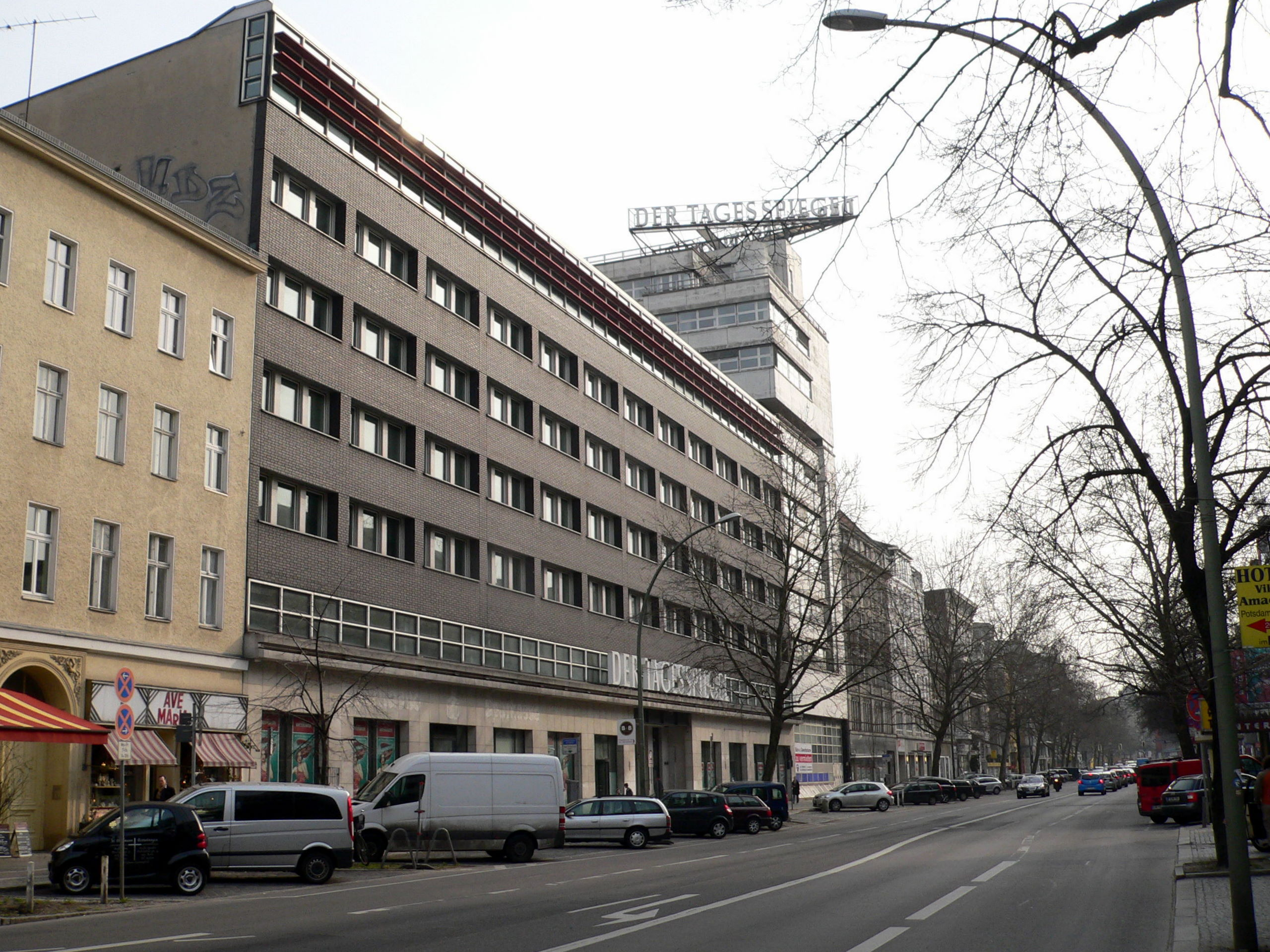
Voormalige redactie van Der Tagesspiegel aan de Potsdamer Straße in Tiergarten.

De eerste uitgave verscheen na de Tweede Wereldoorlog op 27 september 1945 onder de licentie van de Information Control Division van het Amerikaanse militaire bewind. Het blad werd vooral in Berlijn en Brandenburg verspreid, totdat in 1948 de Blokkade van Berlijn de verspreiding tot West-Berlijn beperkte. Voor de oprichting van de krant stelde de ondernemer en voormalige papierhandelaar Heinrich von Schweinichen zijn vennoten het oprichtingskapitaal van 5000 Reichsmark ter beschikking. In de eerste maanden van haar bestaan financierde hij de krant uit eigen zak. In juni 1946 werd Von Schweinigen op tot dusverre niet opgehelderde gronden de licentie door de Amerikaanse bezettingsmacht ontnomen. Terwijl de overige oprichtingsuitgevers vandaag de dag nog steeds in het colofon van der Tagesspiegel genoemd worden, blijft de naam van Von Schweinigen onvermeld.

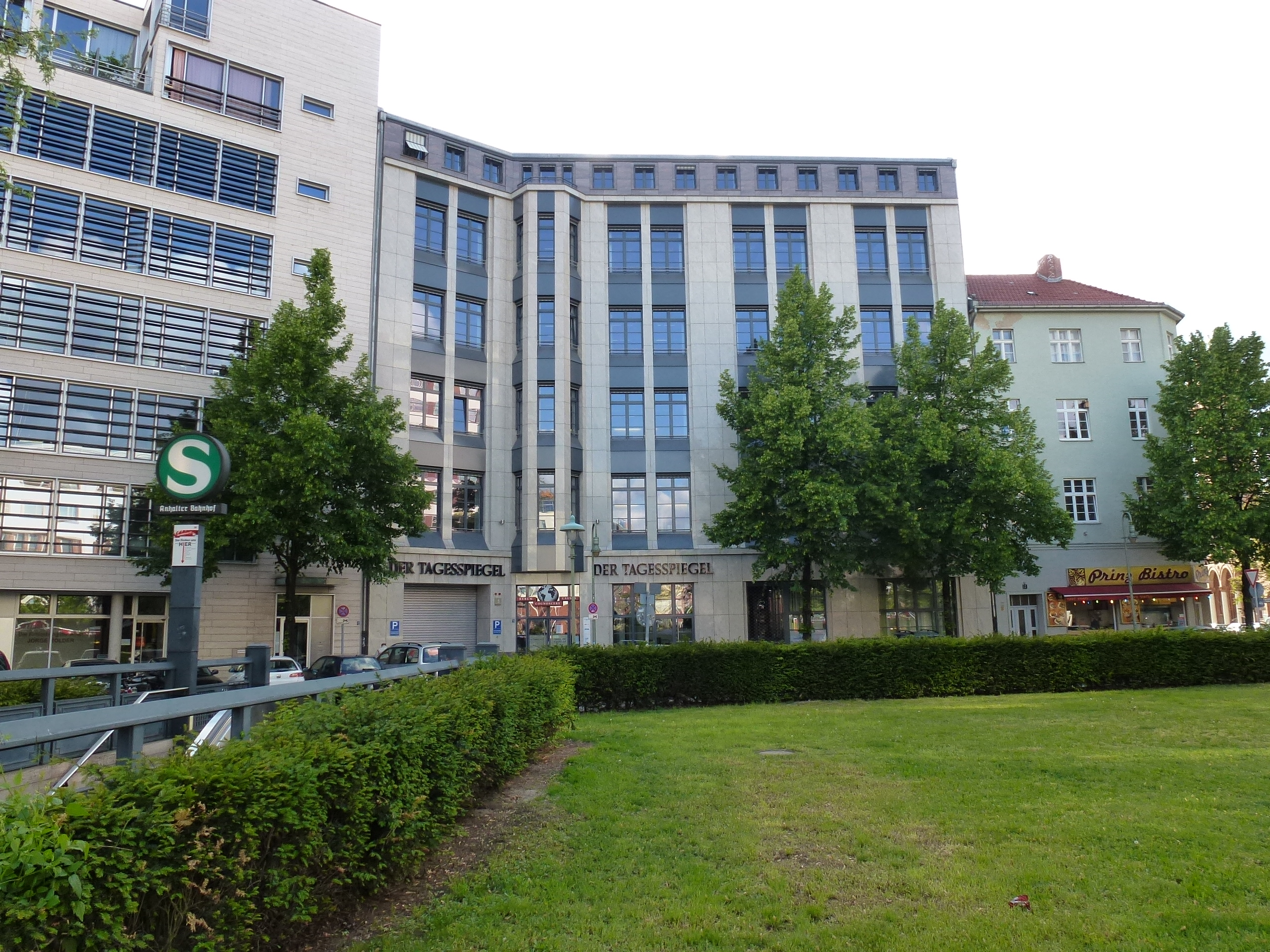
Gebouw Der Tagesspiegel aan de Askanischer Platz

Op 2 oktober 2009 verhuisde Der Tagesspiegel vanuit het sinds 1954 gebruikte onderkomen aan de Potsdamer Straße naar een nieuw adres aan de Askanischen Platz in Berlin-Kreuzberg.